# Can Galan
La Can Galan és un mas al terme municipal de la Pobla de Claramunt (Anoia) protegit com a bé cultural d'interès local. Se la coneix també amb el nom de mas Olzinelles, ja que al segle xix va passar a ser propietat de Carles de Camps i d'Olzinelles, segon marquès de Camps. La masia està situada a l'antic camí del nucli dels Vivencs a la muntanya dels Mollons, dalt d'un petit turó, està envoltada d'oliveres, ametllers i d'altres arbres. En aquest indret s'hi han construït cases adossades. Cal Galant (Galan) és una masia vinatera del segle xvii. Al segle xx va passar a mans de Rafael de Camps. El 1991, a conseqüència de l'aprovació del pla especial de Can Galant, va ser cedida a l'ajuntament de la Pobla de Claramunt. El 1998, amb fons de l'ajuntament, la diputació de Barcelona i el FEDER, va ser restaurada i rehabilitada per a nous usos, sales de conferències i exposicions i despatxos de lloguer per a entitats.
Està formada per una sèrie de cossos i volums que s'han anat afegint a l'edifici principal. Un portal dona accés al barri que està enjardinats, allí hi ha una premsa de vi. L'exterior, restaurat, conserva els trets generals propis de les construccions rurals, el tipus de volum, cobertes a dus aigües de teula àrab, portals en arc rebaixat de pedra tosca. A l'interior trobem una sala a la planta baixa, amb arcades de mig punt i sostres de bigues i llates de fusta. Les sales sota coberta presenten les obertures i els sostres iguals als originals.